# Football Club Chiasso
Il Football Club Chiasso, abbreviato FC Chiasso o semplicemente Chiasso, è una società calcistica svizzera con sede nella città di Chiasso, in Canton Ticino.
Rifondata nel 2023 previo trasferimento di marchio, denominazione e beni dalla società F.C. Chiasso 2005 S.A. (fallita per dissesto economico ed estromessa dai campionati) all'associazione Football Club Chiasso, che in precedenza gestiva le sole giovanili, è erede della tradizione sportiva iniziata nel 1905, che annovera 28 partecipazioni al massimo campionato elvetico, nelle sue varie formule e denominazioni, due vittorie nella seconda serie nazionale e cinque nella terza. 
Il Chiasso è inoltre l'unica società calcistica del Canton Ticino ad aver militato, per qualche tempo, nelle leghe calcistiche italiane.
Nella stagione 2024-2025 milita in Terza Lega, settima divisione del campionato svizzero di calcio.

## Storia

### Gli inizi

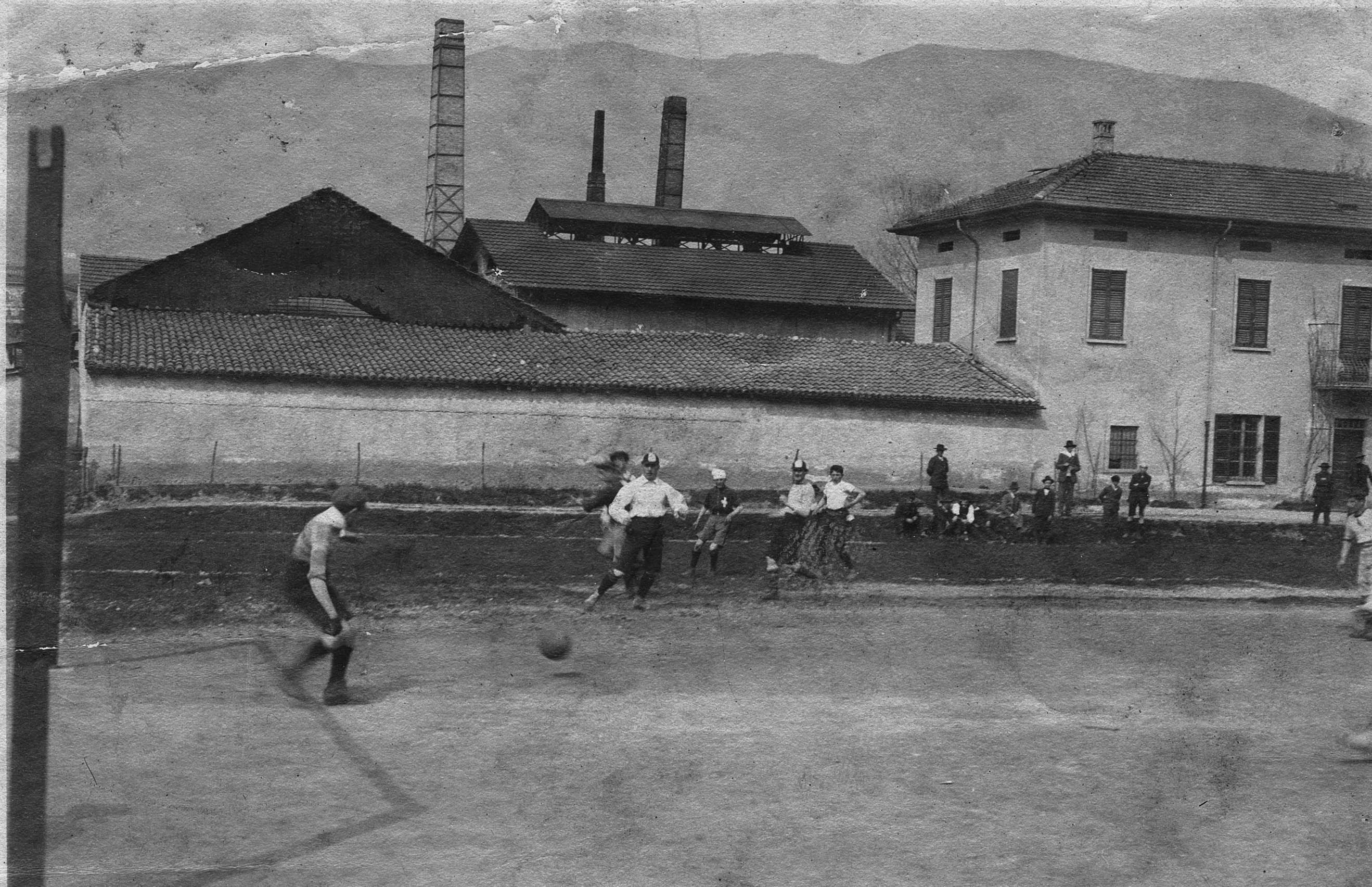
Il campo del Gas

Il Football Club Chiasso nacque il 16 ottobre 1905 presso l'osteria Grotto del Carlino, su iniziativa di Felice Regli e Cesare Chiesa, impiegati presso il civico ufficio telegrafi delle Ferrovie Federali Svizzere, ai quali si aggiunsero Angelo Somaglino e Romeo Sorio, a loro volta dipendenti delle Ferrovie dello Stato.
Nei primi anni di vita l'attività del club fu essenzialmente rivolta all'organizzazione della Coppa Chiasso, un torneo ad inviti che dal 1906 al 1908 vide confrontarsi sul terreno del Campo del Gas (inaugurato il 1º aprile 1906 e adottato sino al 1910 come terreno casalingo sociale) diverse squadre ticinesi e milanesi. Le tre edizioni disputate furono tutte vinte dal Milan (nell'ultima edizione del torneo, datata 1908, i rossoneri affrontarono e superarono in finale i nerazzurri dell'Inter, in una partita che gli annali calcistici considerano il primo derby assoluto tra le due compagini italiane.)

Il 23 ottobre 1910 il Campo del Gas ospitò (per la prima volta nella storia del Canton Ticino) un incontro valido per il campionato svizzero di calcio, in cui il Lugano si impose sul Chiasso per 3-1. Le due squadre sottocenerine, infatti, furono le prime selezioni ticinesi ad affiliarsi alla federazione nazionale, che le inserì in Serie C (il terzo e più basso gradino della gerarchia calcistica nazionale). Il 12 marzo 1911 venne inaugurato un nuovo campo da gioco, sito in via Brogeda (poi ridenominata via Comacini negli anni 1930); nello stesso anno il club adottò come colori sociali il rosso e il blu. 

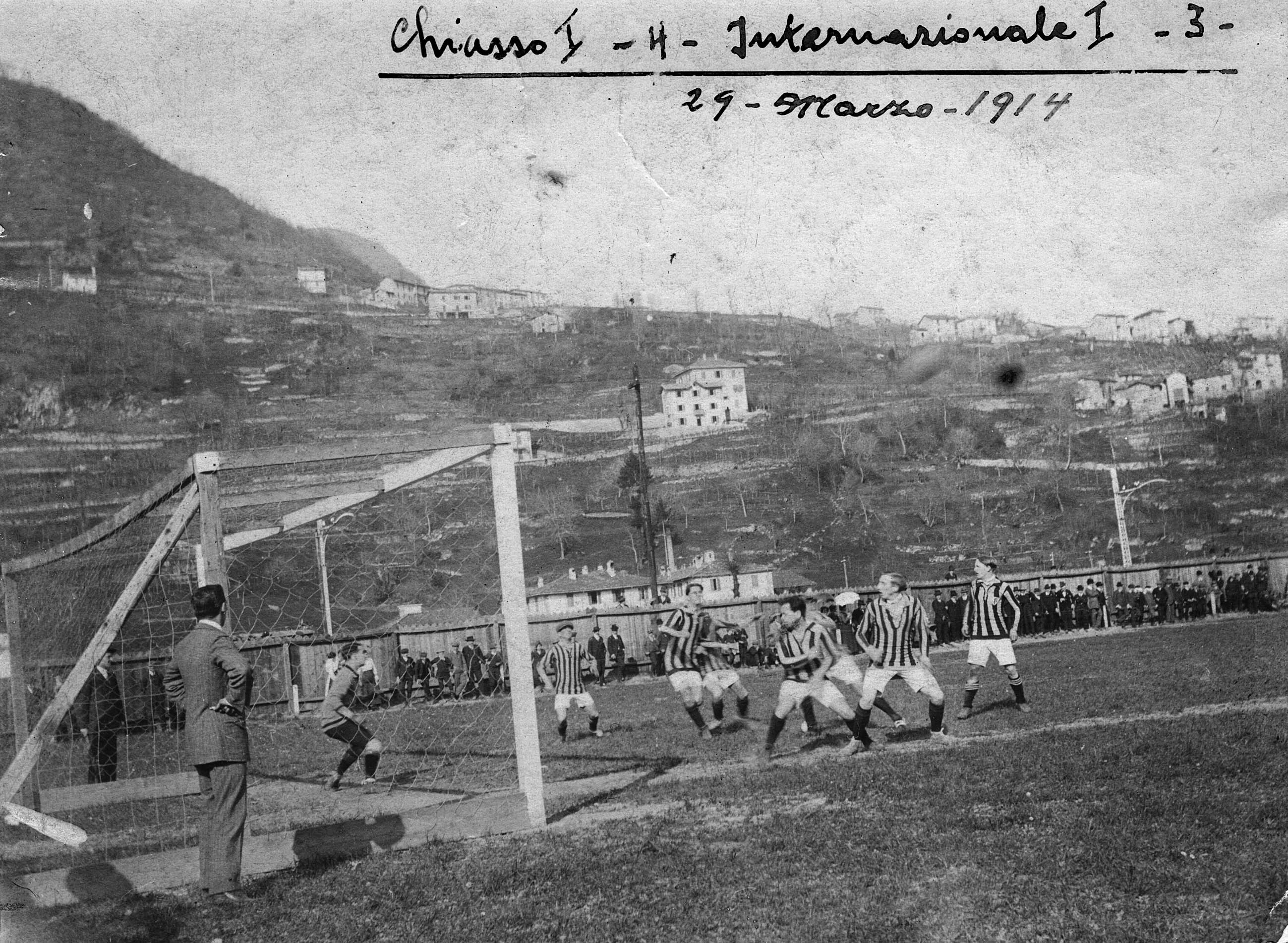
Il campo del Mornello

### Il periodo italiano
Nel 1913 la dirigenza del Chiasso, ritenendo insufficiente il livello calcistico elvetico, decise di iscrivere il club al campionato italiano. I rossoblù non poterono tuttavia prendere parte al campionato di Promozione 1913-1914 in quanto il Comitato regionale lombardo della FIGC (cui avevano fatto domanda d'affiliazione) aveva posto come condizione all'accettazione del club tra le proprie file l'obbligo di dotarsi di un campo di gioco proprio in territorio italiano. Tale obbligo fu soddisfatto allorché, il 15 marzo 1914, fu inaugurato un campo a calcio sul sito dell'ex ippodromo di Mornello (frazione del comune di Maslianico): in tale data il Chiasso disputò una partita contro la Juventus Italia di Milano, perdendola per 4-5, ma fornendo comunque una prestazione convincente.
Nel maggio 1914 i rossoblù disputarono due amichevoli contro le due squadre classificatesi ai primi posti del campionato di Promozione (il secondo livello calcistico dell'epoca), appena promosse in Prima Categoria. Lo scopo di tale iniziativa era quello di definire il livello tecnico-agonistico acquisito dal club ticinese e stabilire con quali chance avrebbe potuto competere con le squadre di categoria superiore la stagione successiva. Sul campo di Mornello i rossoblù vinsero ambedue le partite, sconfiggendo la Cremonese e il Savoia di Milano. Grazie a queste vittorie (e complice anche l'appoggio dell'avvocato Giovanni Mauro, presidente del comitato federale lombardo), il Chiasso fu ammesso in Prima Categoria, la massima serie calcistica italiana dell'epoca.
La permanenza del Chiasso nelle leghe italiane durò sino al 1923, anno durante il quale si decise il rientro nei ranghi della federazione elvetica.

### Il ritorno in Svizzera e la prima promozione in Serie A
Il 12 giugno 1927, battendo a Zurigo lo Sportclub Veltheim di Winterthur per 5-1 in una gara di spareggio, la squadra di confine ottenne la prima promozione nella massima categoria elvetica. Capitano e allenatore Egildo Raimondi. Era la squadra di Tullio Grassi e Giovanni "Nino" Lupi i quali furono i primi rossoblù a vestire la maglia della Nazionale. I due fecero il loro esordio in rossocrociato il 6 ottobre 1929 a Praga (Cecoslovacchia - Svizzera 5-0). Nel 1931, a causa di una riduzione del numero delle squadre decisa a tavolino al termine della stagione, il Chiasso venne retrocesso. Fu, quello, un episodio che incise notevolmente sul morale della società. Per ritrovare, infatti, il Chiasso tra le elette del calcio svizzero bisognò attendere il 1948.

### Gli anni d'oro

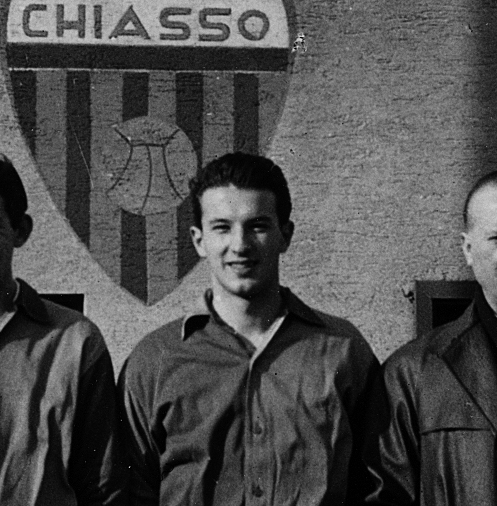
Francesco Chiesa

Smanioso di recuperare il tempo perso, il Chiasso fu protagonista negli anni che seguirono di un crescendo che portò i rossoblù a sfiorare a più riprese il titolo: fu quarto nella stagione 1949-1950, secondo nel 1950-1951, terzo nel 1951-1952, quinto nel 1952-1953 ed ancora terzo nel 1957-1958, annata nella quale conquistò il platonico ma pur sempre significativo titolo di "campione d'inverno". Tra i simboli di quella squadra Ferdinando "Puci" Riva, Francesco Chiesa, Aldo Binda, Caio Nessi, Francesco Bianchi ed Ivano Boldini. Riva e Chiesa vestirono più volte la maglia rossocrociata. Il Comacini in più di un'occasione venne preso d'assalto dai tifosi. Presidente di allora l'indimenticato Luciano Pagani.

### Il sali e scendi tra prima e seconda serie

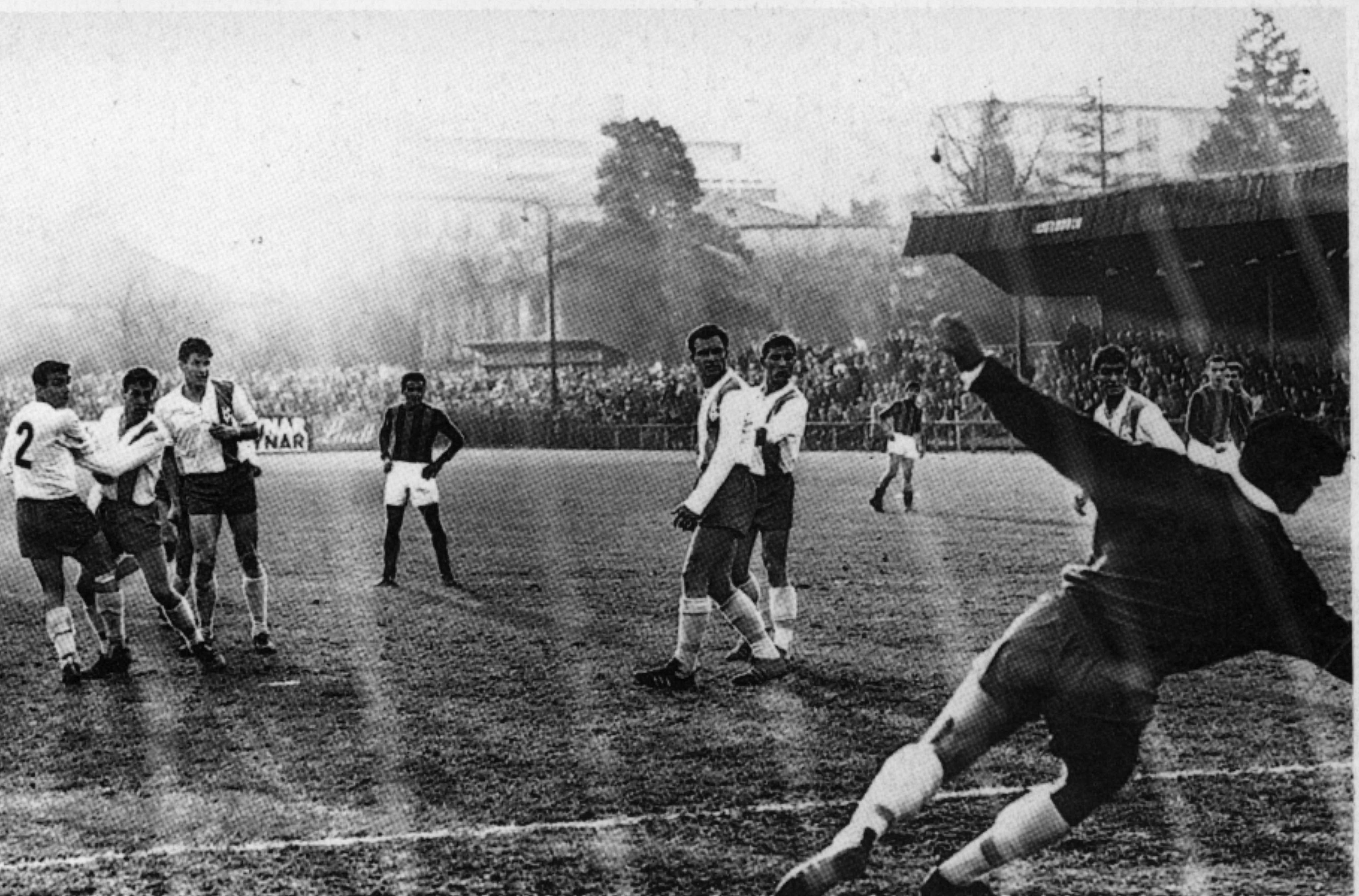
Il campo Comacini nel 1963

Con l'inizio degli anni sessanta cominciò il declino del club, contrassegnato da un continuo sali e scendi tra LNA e LNB. I chiassesi furono retrocessi nel 1960-1961 e nuovamente promossi l'anno successivo; ancora in LNB nel 1964-1965 e risalita nel 1971-1972, con l'inevitabile discesa due anni più tardi.
Frattanto, nel 1969, venne inaugurato il nuovo stadio Comunale. Nel 1976 (presidente Ernesto Parli) si tentò una nuova impennata: arrivarono nomi del calibro di Altafini, Cappellini, Michaelsen, Prosperi e Luttrop. L'ascesa arrivò puntuale nel 1977-1978 ma ben presto l'entusiasmo scemò e una trafila di risultati negativi portò il Chiasso nuovamente in LNB nel 1981-1982.

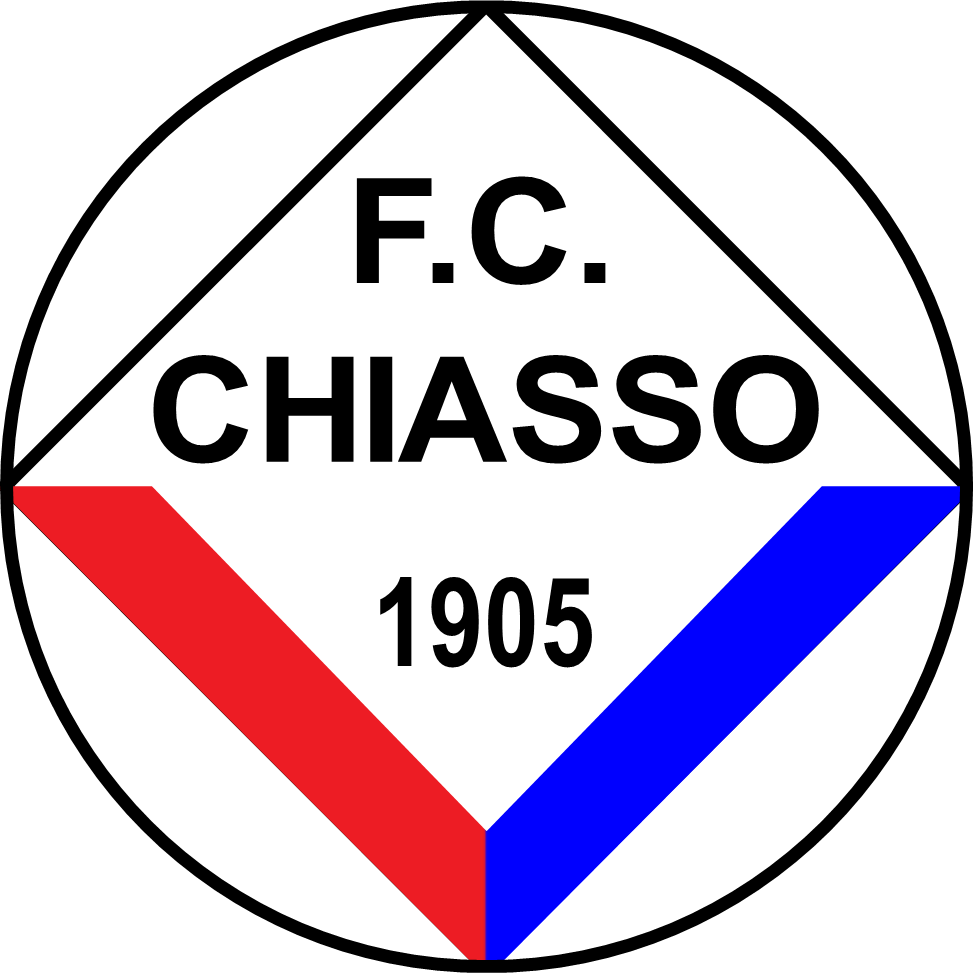
Logo sociale negli anni 1990.

Il club cambiò allora timoniere. Alla presidenza giunse Bruno Bernasconi, il quale riuscì a riportare i colori rossoblù in A al termine della stagione successiva. In quegli anni si distinsero tre giocatori provenienti dal vivaio: Marco Bernaschina (disputò due gare ufficiali con la Nazionale e conquistò il titolo svizzero con il Lucerna), Walter Pellegrini (si distinse nelle coppe europee allorquando indossò la maglia del Neuchâtel Xamax) e Vittorio Bevilacqua (che approdò al Servette).
Il 1983-1984 coincise con l'ennesima retrocessione. L'ultima promozione nella massima categoria fu ottenuta il 30 maggio 1992, presidente Roberto "Jimmy" Pagani, allenatore "Didi" André. L'anno successivo ci fu il ritorno in B seguito dalla discesa, dopo 47 anni di appartenenza ininterrotta alla Lega Nazionale, in Prima Lega.

### Anni 2000-2010
Gli anni che seguirono non furono felici per i colori rossoblù. Due promozioni in LNB furono seguite da una repentina discesa in Prima Lega. Nel 2002-2003 arrivò la promozione nella neobattezzata Challenge League dove, con Marco Grassi (reduce da una prestigiosa carriera di giocatore che lo portò ad indossare in 31 occasioni la maglia rossocrociata) alla presidenza e Paul Schönwetter in qualità di allenatore, la squadra di confine sfiorò il clamoroso ritorno nell'élite del calcio elvetico, chiudendo la stagione 2003-2004 al terzo posto. Nelle tre stagioni successive i rossoblù, che nel 2005 avevano ingaggiato come nuovo tecnico Roberto Galia, arrivarono sempre al quarto posto finale.
Il 24 febbraio 2006, ottemperando alle direttive della Swiss Football League, la gestione della prima squadra rossoblù fu resa autonoma dal resto del club e avocata alla società anonima Football Club Chiasso 2005, costituita ad hoc; le giovanili rimasero invece organizzate in forma di associazione, giuridicamente autonoma e legata al nuovo soggetto da un patto parasociale.
Nel 2008, a causa di scelte societarie infelici e di grossi problemi finanziari, giunse la retrocessione in Prima Lega. Il "purgatorio" durò due stagioni e terminò nel 2009-2010 quando, dopo un'intera stagione passata al comando della graduatoria, il Chiasso si laureò campione svizzero di Prima Lega e ritrovò il posto nella serie cadetta, sconfiggendo la formazione sangallese del Rapperswil-Jona nella doppia finale, vincendo per 1-0 (rete di Paulo Vogt) in casa e aggiudicandosi anche la gara di ritorno in trasferta con il risultato di 2-0 (con reti di Magnetti e di Sandro Reclari).
Nella stagione 2010-2011 ottenne una comoda salvezza in Challenge League grazie al settimo posto finale, mentre nella stagione 2011-2012 ingaggiò una lunga lotta contro Bellinzona e Aarau per il secondo posto, all'epoca valido per disputare uno spareggio-promozione/relegazione contro la penultima classificata della Super League; un calo di rendimento nel finale di stagione precluse però l'obiettivo ai rossoblù, che chiudono in settima piazza.
Nell'estate antecedente la stagione 2012-2013 (nella quale il numero di squadre partecipanti alla Challenge League venne ridotto da 16 a 10) il tecnico Raimondo Ponte si dimise e venne sostituito da Livio Bordoli, che guidò i rossoblù a un ulteriore mantenimento della categoria. Il medesimo risultato venne conseguito nel 2013-2014 (a dispetto di un ridimensionamento del budget, passato da 1,5 a 1 milione di franchi svizzeri) con Gianluca Zambrotta in panchina e di seguito nel 2014-2015 (segnato dall'avvicendamento alla guida tecnica tra Zambrotta e Marco Schällibaum) e nel 2015-2016, iniziato sempre con Schällibaum in panchina e concluso, a seguito del suo passaggio all'Aarau, da Giancarlo Camolese.
Più problematica si rivelò la stagione 2016-2017, ove il Chiasso (che vide frattanto l'uscita di scena del longevo presidente Davide Lurati, col passaggio di proprietà al soggetto ISP International Sport Promotion SA, che espresse al vertice Antonio Cogliandro) si trovò fin da subito nelle retrovie della classifica: alla 28ª giornata, a seguito della pesante sconfitta esterna per 5-0 contro lo Sciaffusa, la società decise di sostituire il tecnico Giuseppe Scienza (subentrato in estate a Camolese) con Baldassarre Raineri, il quale (complici le penalizzazioni comminate alle dirette concorrenti Le Mont e Wil) portò il Chiasso al mantenimento della categoria.
Frattanto la società iniziò a palesare instabilità gestionale: dopo un solo anno, nel corso del 2017, il patron Cogliandro passò la mano e cede la maggioranza del club alla Soccer Future SA, holding riconducibile all'imprenditore russo Andrey Ukrainets.
Per il 2017-2018 la squadra venne affidata allo spagnolo Guillermo Abascal Perez, prelevato dal settore giovanile del Siviglia: il campionato, nonostante una penalizzazione di tre punti comminata dalla Swiss Football League per violazione del regolamento sulle licenze (successivamente confermata dal TAS di Losanna) vide i rossoblù conseguire una tranquilla salvezza, laddove ben prima della fine della stagione il Wohlen (ampiamente ultimo in classifica) annunciò la rinuncia alla licenza di campionato per la stagione successiva. A nove giornate dalla fine della stagione il tecnico Abascal, complici alcuni dissidi con l'amministrazione societaria, rescisse il contratto e di lì a poco passò ad allenare il Lugano; come già un anno prima la salvezza venne condotta in porto dal subentrante Baldassarre Raineri.
Ancor più sofferte furono le stagioni 2018-2019 e 2019-2020: la prima vide i rossoblù (guidati dapprima da Alessandro Mangiarratti e poi da Andrea Manzo) salvarsi per un solo punto sul Rapperswil-Jona; nella seconda invece il Chiasso si rivelò nettamente ultimo e a nulla valse l'avvicendamento in panchina tra Stefano Maccoppi (ingaggiato in estate 2019) e Alessandro Lupi, ma la salvezza arrivò comunque a seguito dello scoppio della pandemia di COVID-19, con la Swiss Football League che decise di annullare i campionati dalla terza serie in giù e bloccare le retrocessioni dalla Challenge League.

### Anni 2020: crisi, fallimento e ripartenza
La situazione sportiva però non migliora nella stagione seguente, che vede i momò, nuovamente affidati a Baldassarre Raineri, relegati ancor all'ultimo posto in classifica: nemmeno una ripresa nella parte finale della stagione, che li porta a pareggiare i punti con la penultima, riesce infine ad evitare al Chiasso la discesa in Promotion League.
Nel 2021-2022 i rossoblù, guidati in terza divisione dal tecnico Andrea Vitali, disputano un campionato di buon livello, ma non riescono a lottare per il ritorno in Challenge League. Nel mentre però la situazione societaria precipita: nel corso del 2021 iniziano ritardi e irregolarità nei pagamenti a dipendenti e fornitori e a nulla vale l'ulteriore passaggio di proprietà (formalizzato a giugno 2022) da Ukrainets alla D&C Holding, con l'avvento dell'amministratore unico Davide Miozzari, che dopo pochi mesi annuncia l'intento di dimettersi, lamentando di essere stato abbandonato dalla cordata di riferimento e accusando inoltre la vecchia proprietà di aver causato tanta parte delle difficoltà economico-amministrative del Chiasso. Il 30 settembre 2022 la SAFP (il sindacato calciatori svizzero) denuncia pubblicamente le inadempienze del Chiasso nei versamenti di stipendi, premi e bonus ai tesserati; il club scarica la responsabilità sulla gestione Ukrainets e afferma invece di essere in pari con i termini per i pagamenti verso i dipendenti.
L'epilogo s'invera tra fine 2022 e inizio 2023, allorché il club viene nuovamente ceduto, stavolta al soggetto di diritto statunitense American Sport Asset Company, che pur promettendo il risanamento delle pendenze accumulate dal club (stimate in circa 3 milioni di franchi svizzeri, dei quali 250.000 esigibili urgentemente, ivi compresi i 120.000 dovuti al municipio di Chiasso per i lavori allo stadio Riva IV), all'atto pratico si limita a depositare sui conti societari l'equivalente di appena 3 sterline. 
Il 20 gennaio 2023 la squadra, insoddisfatta per le garanzie offerte dalla proprietà (che tramite uno studio legale di Madrid comunica di aver pronto un versamento di 600.000 franchi), si astiene dall'attività agonistica; di lì a poco l'ultimo e decisivo termine per il pagamento delle spettanze arretrate, fissato per il 24 gennaio, si risolve nuovamente in un nulla di fatto. Tre giorni dopo, preso atto delle perduranti morosità, il pretore di Mendrisio sud decreta il fallimento del FC Chiasso 2005 SA, con svincolo dei dipendenti e immediato ritiro dal campionato di Promotion League; non vengono invece interrotte le attività delle giovanili, gestite dall'associazione FC Chiasso, che nella circostanza (in virtù dei termini della convenzione che la legava alla cessata società anonima) entra in possesso dei diritti d'uso sulla denominazione e sul simbolo del club, per poi riuscire (nell'aprile successivo) a riottenere i beni della cessata società anonima.
La ripartenza "formale" dei rossoblù avviene il 4 maggio 2023, allorché l'associazione FC Chiasso elegge un nuovo comitato e avvia la ricostituzione di una prima squadra, che per la stagione 2023-2024 riparte dalla Quarta Lega, ottava divisione del campionato svizzero di calcio.

## Cronistoria

### Partecipazione ai campionati nazionali
| Livello | Categoria        | Partecipazioni | Debutto   | Ultima stagione | Totale |
| ------- | ---------------- | -------------- | --------- | --------------- | ------ |
| 1°      | Serie A          | 3              | 1927-1928 | 1929-1930       | 28     |
| 1°      | Prima Lega       | 1              | 1930-1931 | 1930-1931       | 28     |
| 1°      | LNA              | 24             | 1948-1949 | 1992-1993       | 28     |
| 2°      | Promozione       | 4              | 1923-1924 | 1926-1927       | 55     |
| 2°      | Prima Lega       | 11             | 1931-1932 | 1943-1944       | 55     |
| 2°      | LNB              | 25             | 1947-1948 | 1998-1999       | 55     |
| 2°      | Challenge L.     | 15             | 2003-2004 | 2020-2021       | 55     |
| 3°      | Serie C          | 3              | 1910-1911 | 1912-1913       | 19     |
| 3°      | Seconda Lega     | 2              | 1932-1933 | 1933-1934       | 19     |
| 3°      | Prima Lega       | 12             | 1944-1945 | 2009-2010       | 19     |
| 3°      | Promotion League | 2              | 2021-2022 | 2022-2023       | 19     |

Tra il 1913 e il 1923 il Chiasso preferì affiliarsi alla FIGC e giocare i campionati gestiti dal Comitato Regionale Lombardo e dalla Lega Nord della F.I.G.C.. Se si eccettua la stagione 1913-1914, dove disputò unicamente due partite attitudinali contro le prime due classificate della serie Promozione al fine di determinarne il merito sportivo, il Chiasso militò per quattro stagioni in Prima Categoria (1º livello) e una stagione in Seconda Divisione (2º livello).

## Allenatori
Di seguito la lista degli allenatori del FC Chiasso. Vengono indicate le date della prima e dell'ultima partita ufficiale. È indicata la nazionalità per gli allenatori stranieri. Con un asterisco (*) sono indicati gli allenatori-giocatori.

## Rosa 2024-25
Aggiornata al 20 dicembre 2024.
| N. |                     | Ruolo | Calciatore                    |
| -- | ------------------- | ----- | ----------------------------- |
| 1  | Italia (bandiera)   | P     | Giacomo Piccardo              |
| 2  | Italia (bandiera)   | D     | Alessandro Locorotondo        |
| 4  | Svizzera (bandiera) | D     | Daniele Regazzoni             |
| 7  | Italia (bandiera)   | C     | Luca Tino                     |
| 8  | Svizzera (bandiera) | C     | Alfredo José Quesada Gonzalez |
| 9  | Svizzera (bandiera) | A     | Carlos Ernesto Sam Cintra     |
| 10 | Svizzera (bandiera) | D     | Andrea Martinelli             |
| 11 | Svizzera (bandiera) | A     | Mattia Ballerini              |
| 12 | Svizzera (bandiera) | P     | Rodolfo Rossi                 |
| 13 | Italia (bandiera)   | D     | Matteo Prioni                 |
| 14 | Italia (bandiera)   | C     | Gabriele Pasello              |
| 16 | Italia (bandiera)   | D     | Gabriele Revolon              |
| 17 | Svizzera (bandiera) | D     | Michael Fehr                  |
| 19 | Italia (bandiera)   | C     | Tommaso Manicone              |

| N. |                      | Ruolo | Calciatore            |
| -- | -------------------- | ----- | --------------------- |
| 22 | Italia (bandiera)    | A     | Domenico Amendolagine |
| 34 | Argentina (bandiera) | A     | Bruno Camiretti       |
| 38 | Italia (bandiera)    | P     | Raffaele Vivenzio     |
| 45 | Svizzera (bandiera)  | C     | Luca Spanu            |
| 50 | Svizzera (bandiera)  | A     | Dylan Ragaiolo        |
| 77 | Italia (bandiera)    | C     | Daniele Merolli       |
| 88 | Italia (bandiera)    | D     | Yuri Arena            |
| 89 | Svizzera (bandiera)  | D     | Michel Morganella     |
| 97 | Italia (bandiera)    | A     | Robero Scamuzza       |
| -  | Colombia (bandiera)  | C     | Alfredo Quesada       |
| -  | Italia (bandiera)    | D     | Alessandro Falzoni    |
| -  | Italia (bandiera)    | D     | Riccardo Nava         |
| -  | Italia (bandiera)    | C     | Donato Disabato       |

### Staff tecnico
| Allenatore:              | Damiano Meroni        |
| Vice allenatore:         | Andrea Ravani         |
| Allenatore dei portieri: | Max Meneghetti        |
| Direttore Generale:      | Nicola Bignotti       |
| Team Manager:            | Andrea Maisrello      |
| Preparatore atletico:    | Vìctor Hugo Rodrìguez |

## Palmarès

### Competizioni nazionali
- Campionato cadetto svizzero di Lega Nazionale B (ora Challenge League), 2º livello): 2

1961-1962, 1971-1972
- Campionato interregionale svizzero di Prima Lega (3º livello): 5

1946-1947, 1994-1995, 1997-1998, 2002-2003, 2009-2010

### Competizioni giovanili
- Coppa Svizzera Allievi C: 1

1973-1974
- Coppa Svizzera Allievi D: 1

1975-1976
- Campionato svizzero Allievi E: 1

1981-1982
- Campionato svizzero "Coca Cola Junior League" Allievi A: 1

2015-2016
- Campionato svizzero "Youth League" Allievi C: 1

2021-2022

### Altri piazzamenti
- Campionato svizzero:

Secondo posto: 1950-1951
Terzo posto: 1951-1952, 1957-1958
- Coppa Svizzera:

Semifinalista: 1958-1959, 1977-1978, 1990-1991
- Challenge League:

Secondo posto: 1947-1948, 1977-1978, 1982-1983
Terzo posto: 1974-1975, 2003-2004

## Rivalità e gemellaggi
La tifoseria del Chiasso ha rapporti di gemellaggio solamente con la tifoseria del Sion (ex Red Side 96).
Le maggiori rivalità sono contro Lugano, Bellinzona, Servette, Neuchatel, Aarau.